# 碑格乡
碑格乡，是中华人民共和国云南省红河哈尼族彝族自治州开远市下辖的一个乡镇级行政单位。

## 行政区划
碑格乡下辖以下地区：
碑格村、鲁姑母村、落坡洞村、架吉村、下米者村和小寨村。